# Cliff Floyd
Pour les articles homonymes, voir Floyd.
Cornelius Clifford Floyd (né le 5 décembre 1972 à Chicago, Illinois, États-Unis) est un ancien voltigeur de baseball ayant évolué dans les Ligues majeures de 1993 à 2009.
Après avoir commencé sa carrière comme joueur de premier but chez les Expos de Montréal, ce voltigeur de gauche a remporté la Série mondiale 1997 avec les Marlins de la Floride,qu'il a représenté au match des étoiles en 2001.

## Carrière

### Ligues mineures
Cliff Floyd est le choix de première ronde des Expos de Montréal en 1991 et 14e joueur sélectionné au total lors du repêchage amateur cette année-là. Athlète d'une école secondaire de l'Illinois, Floyd est à ce moment joueur de premier but.
Floyd gravit rapidement les échelons vers les Ligues majeures. Il connaît une saison particulièrement remarquable avec les Senators de Harrisburg, club-école AA des Expos et équipe championne de la Ligue Eastern en 1993. Floyd y claque 26 circuits, réussit 31 vols de buts et produit 101 points en 101 matchs, en plus de présenter une moyenne au bâton de ,303 et une moyenne de puissance de ,600.

### Expos de Montréal
Rappelé des ligues mineures en septembre 1993 après un bref passage d'environ un mois au Triple-A chez les Lynx d'Ottawa, Floyd fait ses débuts dans le baseball majeur avec Montréal le 18 septembre. Il réussit le premier coup sûr de sa carrière contre le lanceur Bobby Jones des Mets de New York le 24 septembre. Le 26 septembre, il frappe son premier coup de circuit, aux dépens de Dave Telgheder des Mets.
À sa saison recrue pour les Expos de 1994, Floyd frappe 4 circuits, vole 10 buts et récolte 41 points produits en 100 matchs joués. Sa moyenne au bâton s'élève à ,281. Il termine 5e du vote désignant la recrue de l'année dans la Ligue nationale, un prix remis cette année-là à Raul Mondesi des Dodgers de Los Angeles.
Au cours de ses premières années dans le baseball majeur, Floyd ne répond pas vraiment aux attentes créées par son jeu en ligues mineures, notamment à Harrisburg. Il est limité à 29 parties jouées en 1995 après une blessure au poignet gauche causée par une collision le 15 mai avec le coureur Todd Hundley des Mets, qui entre en collision avec sa main gantée au premier but. Cette blessure aurait réduit considérablement la puissance au bâton auparavant démontrée par Floyd. À la suite de cette blessure, les Expos le font jouer au champ extérieur à son retour en septembre 1995 puis pendant la saison 1996.
Auteur d'une moyenne au bâton de ,130 en 29 parties en 1995, Floyd ne frappe que pour ,242 avec 6 circuits, 27 points produits et 7 buts volés en 1996.

### Marlins de la Floride

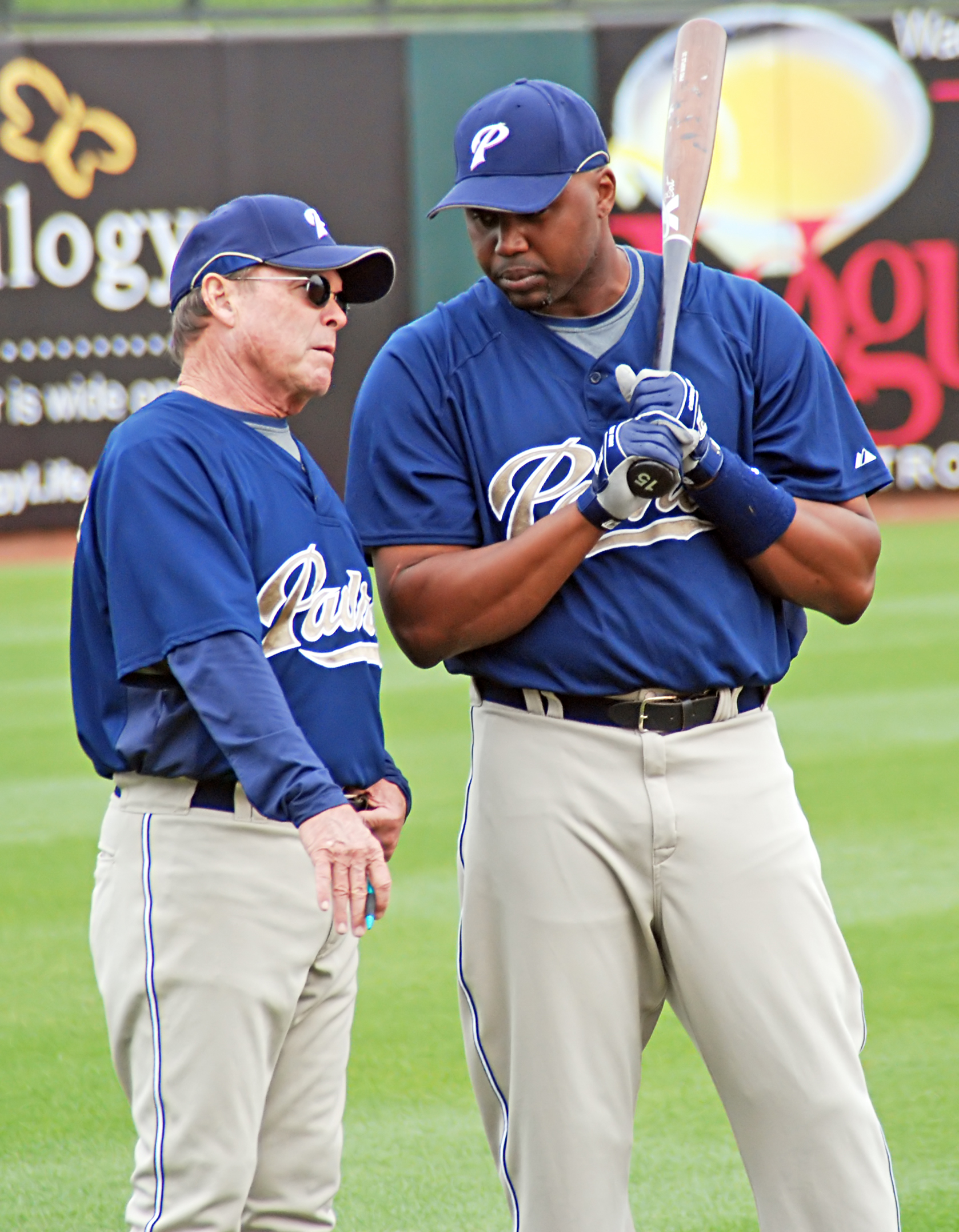
Cliff Floyd (à droite) et l'instructeur des Padres de San Diego Jim Lefebvre en 2009.

Le 26 mars 1997, les Expos échangent Cliff Floyd aux Marlins de la Floride en retour du lanceur droitier Dustin Hermanson et du voltigeur Joe Orsulak.
Il fait peu de vagues à sa première saison en Floride, ne frappant que pour ,234 avec 6 circuits et 19 points produits en 61 matchs. Il est appelé à quatre reprises comme frappeur suppléant en Série mondiale 1997 entre les Marlins et les Indians de Cleveland, n'obtenant aucun coup sûr mais soutirant un but-sur-balles pour marquer un point. Il savoure la première conquête du titre par la franchise floridienne.
Ses années chez les Marlins sont marquées par de fréquents séjours sur la liste des joueurs blessés. Il parvient toutefois à demeurer en santé pour disputer 153 matchs en 1998, ne ratant donc que 9 des parties du club. Il affiche alors des sommets jusque-là en carrière pour les coups sûrs (166), les circuits (22), les points produits (90) et les buts volés (27).
La saison 1999 est marquée par une opération au genou gauche et par seulement 69 matchs joués, où il maintient cependant une moyenne de ,303. En juillet 2000, une seconde opération au genou est pratiquée. Pendant la saison morte, le 30 novembre 2000, il est opéré au poignet gauche, le même qu'il s'était blessé en mai 1995.
Durant la saison 2000, Floyd égale son record personnel de 22 circuits et produit 91 points. Il frappe pour ,300 en 121 matchs.
La saison 2001 est la meilleure de sa carrière : 31 circuits, 103 points produits, 176 coups sûrs, 123 points marqués et moyenne au bâton de ,317. Il s'agit de ses meilleures statistiques en carrière dans toutes ces catégories offensives. Pour la première et seule fois de sa carrière, il est invité au Match des étoiles de la Ligue majeure de baseball et reçoit, une fois la saison complétée, quelques votes au scrutin désignant le joueur par excellence de la Ligue nationale.
En 99 matchs avec les Marlins en 2002, Cliff Floyd frappe pour ,275. Il compte 21 circuits et 61 points produits.

### Retour avec les Expos
Cliff Floyd revient à Montréal le 11 juillet 2002 à la suite d'une transaction entre les Expos et les Marlins. Ces derniers cèdent Floyd, le voltigeur et joueur de deuxième but Wilton Guerrero (aussi un ancien des Expos) et le lanceur droitier Claudio Vargas, en retour du joueur d'avant-champ Mike Mordecai, du lanceur gaucher Graeme Lloyd et des lanceurs droitiers Carl Pavano et Justin Wayne.
Avant qu'une autre transaction le sorte de Montréal trois semaines plus tard, Floyd dispute 15 parties pour les Expos, ne frappant que pour ,208.

### Red Sox de Boston
Le 30 juillet 2002, après un très bref second séjour à Montréal, Floyd passe des Expos aux Red Sox de Boston en retour du lanceur droitier Sun-Woo Kim.
Il connaît de bons moments à Boston avec une moyenne au bâton de ,316 en 47 parties. Il y frappe 7 circuits et produit 18 points. Il termine sa saison 2002 avec 28 circuits, 79 points produits, 15 buts volés et une moyenne de ,288 en 146 parties jouées au total pour les Marlins, les Expos et les Red Sox.

### Mets de New York

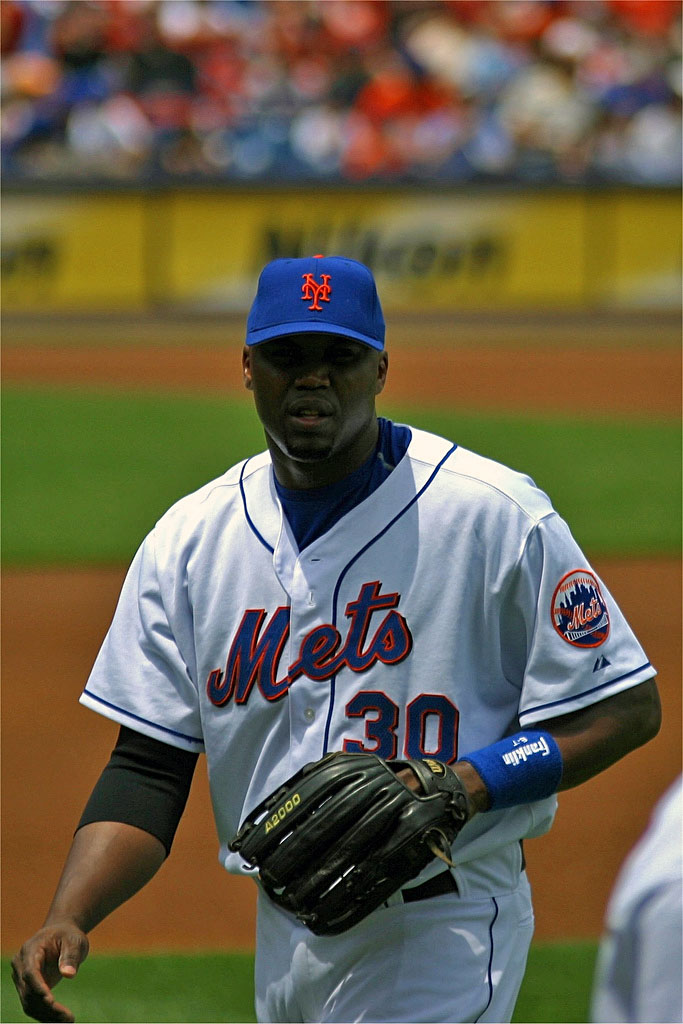
Durant sa carrière de 17 saisons, Cliff Floyd en passe quatre (2003-2006) avec les Mets de New York.

Devenu joueur autonome, Cliff Floyd signe chez les Mets de New York en janvier 2003. Il y passe 4 saisons. Trois d'entre elles sont de nouveau marquées par les blessures, mais il se démarque néanmoins à l'attaque.
En 2003, il frappe 18 longues balles, fait marquer 68 points et affiche une moyenne au bâton de ,290 en 108 parties jouées.
En 113 matchs en 2004, il réussit 18 circuits et produit 63 points.
En santé lors de la saison 2005, Floyd produit 98 points, son plus haut total depuis ses 103 quatre années plus tôt. Il bat son record de circuits en carrière, avec 34 coups de quatre buts. Ces performances lui valent d'apparaître pour une deuxième fois en carrière parmi les candidats au titre de joueur de l'année dans la Ligue nationale.
Il quitte New York après 2006. Il fait suite à une saison régulière en demi-teinte avec des coups sûrs opportuns en Série de division contre les Dodgers de Los Angeles. Il réussit 4 coups sûrs en 9 présences au bâton, claquant notamment un circuit dans les 3 matchs de cette série où les Mets, champions de la division Est, accèdent à la Série de championnat. Il est blanchi en trois apparitions à la plaque au tour suivant contre Saint-Louis. Avec deux coureurs sur les buts, un retard de deux points à rattraper et aucun retrait en fin de 9e manche du dernier match de la série Mets-Cards, Floyd est retiré sur des prises par Adam Wainwright pour sa dernière apparition au bâton pour New York.

### Cubs de Chicago
Floyd maintient une moyenne au bâton de ,284 avec 9 circuits et 45 points produits à son unique saison chez les Cubs de Chicago en 2007. Il est blanchi en cinq présences au bâton lors des séries éliminatoires, le parcours des Cubs prenant fin dès la ronde initiale face aux Diamondbacks de l'Arizona.

### Rays de Tampa Bay

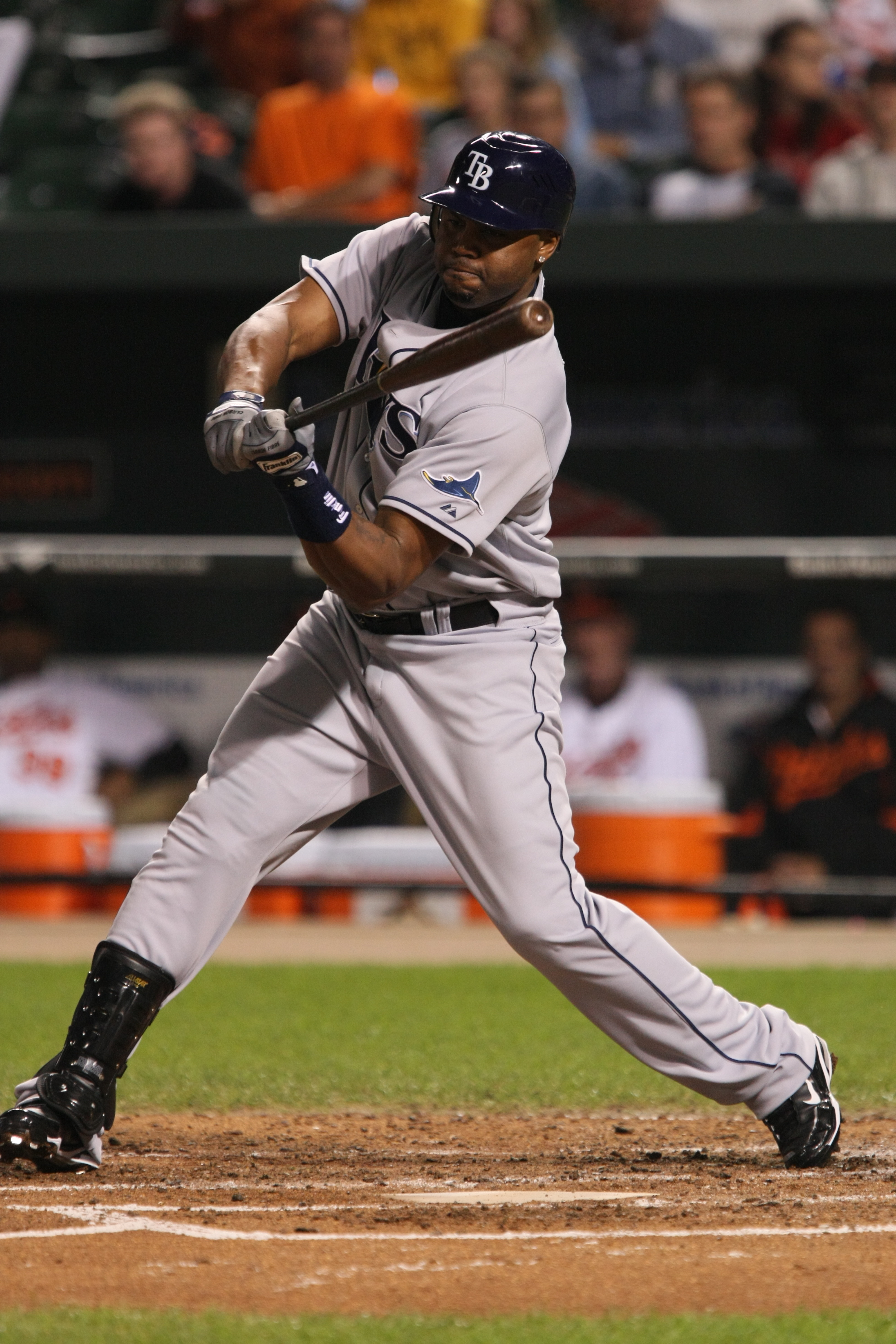
Cliff Floyd en 2008 avec les Rays.

En 2008, Floyd est utilisé comme frappeur désigné par les champions de la Ligue américaine, les Rays de Tampa Bay. Il participe à 80 matchs, frappant 11 circuits et produisant 39 points. Il frappe un circuit et produit deux points en sept matchs de séries éliminatoires. Il obtient un coup sûr en trois présences au bâton dans la Série mondiale 2008 que les Rays perdent face aux Phillies de Philadelphie.

### Padres de San Diego
En février 2009, Floyd a signé un contrat d'un an avec les Padres de San Diego. Il n'y joue que 10 matchs et met fin à sa carrière.